# Ferdinando Leda
Ferdinando Leda est un footballeur brésilien né le 22 avril 1980 à Grajaú. Il évolue au poste de milieu défensif.

## Biographie
Ferdinando joue au Brésil, en Corée du Sud, et au Japon.
Il joue près de 100 matchs en première division brésilienne, et deux rencontres en Copa Sudamericana.

## Palmarès
- Champion du Brésil de D2 en 2011 avec Portuguesa
- Vainqueur du Campeonato Paulista (D2) en 2013 avec Portuguesa